# 一般用医薬品の種類と有効成分
ここでは、日本において一般用医薬品（OTC医薬品）の種類と使用される有効成分を挙げるものとする。国によって認可されていたり、されていなかったりする成分もあることに留意。

## 神経系作用薬

### 風邪薬
風邪症候群の諸症状の緩和を目的とし、解熱鎮痛成分、くしゃみ、鼻水抑制成分、抗炎症成分などを含んだ風邪薬を総合感冒薬と呼ぶ。以下の成分が用いられる。
解熱鎮痛成分
解熱鎮痛成分はプロスタグランジン抑制の副作用で、胃粘膜保護を阻害するため、胃を荒らす物が多い。そのため、合成ヒドロタルサイトのような制酸成分が含まれている場合が多い（したがって、同成分配合の胃腸薬と併用してはいけない）。また、イソプロピルアンチピリンは市販の解熱鎮痛成分では唯一のピリン系である（アスピリンはピリン系ではない）。アセトアミノフェン以外の製剤については15歳未満への使用、特にインフルエンザや水痘への投与は致死率の高いライ症候群を発症する危険性があるため、禁忌である。
- アセトアミノフェン
  - プロスタグランジン抑制作用を持たないため、比較的胃を荒らさないが、抗炎症作用を持たない。アルコールとの併用は絶対厳禁である。

- エテンザミド
  - 即効性があり、アセトアミノフェン、カフェインと併用される。この3つを配合した処方をACE処方という（各成分の頭文字から採ったもの）。

- アスピリン（アセチルサリチル酸）
  - …ピリンと名が付いているが、ピリン系ではない。そのため、アセチルサリチル酸の名をそのまま表記するケースが多い。胃を荒らしやすいので、制酸成分が併用されることが多い。15歳未満は使用禁止。

- イブプロフェン
  - 解熱鎮痛だけでなく、抗炎症にも効果を発揮する。胃を荒らしやすい。15歳未満は使用禁止。

- イソプロピルアンチピリン
  - 市販唯一のピリン系成分で優れた解熱鎮痛作用を持つが、ピリン薬疹の既往歴がある場合は、使用を警戒する必要がある。若干の抗炎症作用もある。

- シャクヤク
- ジリュウ

くしゃみ、鼻水などを抑える成分
抗ヒスタミン剤や抗コリン成分などが該当。ジフェンヒドラミンなどは俗に言う“眠くなる成分”であり、これらが含有されている場合は機械の操作、乗り物の運転は控えるべきである。
抗ヒスタミン成分
- ジフェンヒドラミン塩酸塩
  - 個人差はあるが、副作用で強い催眠作用を持つ。そのため、後述の睡眠改善薬にも利用される。

- クロルフェニラミンマレイン酸塩
- カルビノキサミンマレイン酸塩
  - 別名シベロン。

- クレマスチンフマル酸塩
- メキタジン
  - 第二世代抗ヒスタミン薬に属し、眠気が比較的少ない。

抗コリン成分
- ベラドンナ総アルカロイド
- ヨウ化イソプロパミドなど。

気管支拡張成分
アドレナリン作動成分であり依存性が高い成分なので、薬物依存症に注意すること。
- メチルエフェドリン塩酸塩
- マオウ
- プソイドエフェドリン塩酸塩
  - 通称、PSEで主にアレルギー用薬に利用される。PPAの副作用報告によって代替が推奨されたが、今日では依存性の高さが問題になっている。

鎮咳成分
- リン酸コデイン/リン酸ジヒドロコデイン
  - コデイン系統は、最も優れた鎮咳作用を持つ一方で、エフェドリンと並び依存性が強い成分で、麻薬性成分の異名を持つ。同成分乱用による薬物依存症が問題になっており、以下の成分に代替されることも多い。

- デキストロメトルファン臭化水素酸塩
- デキストロメトルファンフェノールフタリン酸塩
- ノスカピン
- チペピジンヒベンズ酸塩
- キョウニン
- ナンテンジツなど。

去痰成分
- アンブロキソール塩酸塩
  - スイッチOTCであり、市販感冒薬で最も新しいOTC成分。

- グアイフェネシン
- グアイアコールスルホン酸カリウム
- ブロムヘキシン塩酸塩
- カルボシステイン塩酸塩
- クレゾールスルホン酸カリウム
- シャゼンソウ
- セネガ
- キキョウ
- オウヒ
- セキサン

抗炎症成分
- 塩化リゾチーム
  - 抗炎症作用のほか、去痰作用も持つ。卵白から作っているため、卵アレルギー患者は絶対禁忌である。

- トラネキサム酸
  - 炎症物質の産生を抑制し、優れた抗炎症作用を持つ一方、凝固した血液を分解しにくくする作用を持つ。血栓症、心筋梗塞などの既往歴がある場合は、要警戒である。また、肝斑治療薬として同成分が用いられることもあるが、その場合絶対に同成分の薬を併用してはいけない。

- ブロメライン／セミアルカリプロティナーゼ
  - パパイン酵素から抽出したもので抗炎症作用を持ち、ブロメラインは化粧品などにも配合される。一方、血液を凝固させるフィブリンやフィブリノーゲンを分解してしまうので、血が出やすい、血が止まりにくい人には警戒が必要である（トラネキサム酸と逆の効果を持つ）。

- グリチルリチン酸二カリウム
  - ステロイド性の抗炎症成分（市販の内服薬では存在しない）に類似した作用を持つ。甘草を原料にしているため、食品との食べ合わせに注意。

- カンゾウ（甘草）

鎮静成分
- ブロムワレリル尿素
- アリルイソプロピルアセチル尿素

制酸成分
前述した解熱鎮痛成分によって荒れた胃粘膜を修復する目的で使用する。したがって、風邪薬、解熱鎮痛薬などの場合、制酸作用を標榜してはいけない。
- ケイ酸アルミニウム
- 酸化マグネシウム
- 水酸化アルミニウムゲル
- 合成ヒドロタルサイト

ビタミン、その他滋養強壮成分
- アスコルビン酸
  - ビタミンCのこと。粘膜の健康維持目的で多用される。

- リボフラビン
  - ビタミンB2のこと。発熱時に消耗しやすいので、それを補う目的で多用される。

- ヘスペリジン

漢方製剤
- ニンジン
  - ここでのニンジンとは漢方生薬である高麗人参のことである。

- 葛根湯
  - 風邪の引き始めに効能を発揮する。著しい発汗作用がある。

- 柴胡桂枝湯
  - 俗に言う治りかけの症状（吐き気、微熱、寒気）や風邪に伴う胃腸炎に効果を発揮する。

- 小青竜湯
  - くしゃみ、鼻水などに効果を発揮する。

- 半夏厚朴湯
- 麻黄湯
- 麻黄附子細辛湯

### 解熱鎮痛薬
前述の風邪薬における解熱鎮痛成分を主剤とした薬品。解熱鎮痛成分のほか、鎮静成分、局所麻酔成分などが配合される。成分は風邪薬を参照。

### 鎮咳去痰薬
鎮咳とは咳を鎮める、去痰とは痰を切る、これらの症状を緩和させる薬品のこと。風邪薬に配合されていることも多い。トローチ型の薬では殺菌消毒成分（塩化セチルピリジニウムなど）を含む場合もあるが、その場合は噛み砕いては効果を発揮できない。
殺菌消毒成分
- 塩化セチルピリジニウム
  - 口中の殺菌に用いられる。効き目は弱いので、単独成分では医薬部外品扱いで販売される。一般にCPCと省略される。

漢方製剤
- 半夏厚朴湯
- 麦門冬湯
- 五虎湯
- 清肺湯

### 睡眠改善薬
ジフェンヒドラミン塩酸塩は、眠くなる副作用を逆に主作用に利用したもので、エスエス製薬のドリエルが、日本で初めて市販化。あくまで睡眠“改善”薬であり、医療用の睡眠薬ではない。ほかに鎮静成分としてブロムワレリル尿素、イソプロピルアセチル尿素などが配合されている。抗ヒスタミン剤を用いない、生薬製剤、漢方薬製剤の商品もある。
主な成分
- ジフェンヒドラミン塩酸塩

鎮静成分（上記以外）
- カノコソウ
- チョウトウコウ
- ホップ
- パッシフローラ

主な漢方製剤
- 柴胡加竜骨牡蠣湯
- 加味帰脾湯
- 抑肝散

### 眠気防止薬
カフェインは睡眠防止に用いられるほか、酔い止め、鎮痛薬などにも用いられる。ただし、その場合は頭痛緩和の補助的説明で用いられ、眠気防止を標榜することはできない（実際、プラセボを除き、医薬的な効果はない）。
- カフェイン
- ビタミンB類
- ニコチン酸アミド
- アミノエチルスルホン酸
- ミックスコーヒー浸出液

### 乗り物酔いの薬（鎮暈薬）
鎮暈とはめまいを鎮めること。乗り物酔いの原因は平衡機能の異常によるものであるため、それらによる吐き気、頭痛などを緩和する目的のもので、様々な作用を持った成分を配合している。
抗めまい成分
- ジフェニドール塩酸塩
  - 厳密に言えば、抗ヒスタミン成分でもある。

抗ヒスタミン成分
- メクリジン塩酸塩
  - 持続性を持つため、市販の乗り物酔い薬には多く配合される。

- ジメンヒドリナート

抗コリン成分
- スコポラミン臭化水素酸塩
  - 消化管の緊張低下により吐き気を防止する。即効性があるが、持続性がない。

- ロートエキス
  - 主に胃液分泌抑制成分として胃腸薬に配合されるが、比較的長い持続性を期待してスコポラミンの代用に用いることがある。その場合、絶対に同成分配合の胃腸薬と併用してはいけない。

鎮静成分
脳に軽い刺激を与え、混乱を軽減する。
キサンチン系
- ジプロフィリン
- テオフィリン
  - スイッチOTC。

その他
- カフェイン

局所麻酔成分
嘔吐中枢を麻痺させる。
- アミノ安息香酸エチル

### 小児用鎮静薬
主として疳の虫対策に用いられる。1か月以上の長期連用を目的としているものが主流で、生薬成分を用いている。
- ゴオウ
- ジャコウ
- レイヨウカク
- ジンコウ

主な漢方製剤
- 小建中湯

### 口腔咽喉薬、含嗽薬
主に口腔内の炎症を緩和するものであり、外用薬に属する。剤型はトローチやドロップになったものも多いが、これらは咬まずにゆっくり溶かす必要がある。抗炎症成分（風邪薬の項）や殺菌消毒成分が含まれる。
抗炎症成分
風邪薬の抗炎症成分を参照。
- アズレンスルホン酸ナトリウム
- 塩化リゾチーム
- グリチルリチン酸二カリウム
- トラネキサム酸

殺菌消毒成分
主に口腔用
- 塩化セチルピリジニウム
- 塩化デカリニウム

主に含嗽用
- ポビドンヨード

## 胃腸薬

### 健胃薬・胃腸薬
消化不良、食欲不振、胃の痛み、胸焼け、腹部膨満感などに効果を発揮する。以下の成分が用いられることが多い。
制酸成分
中和反応により胃酸の働きを弱める成分で、解熱鎮痛薬で胃を荒らすのを防ぐために風邪薬、頭痛薬に用いられることも多い。また、アルミニウムを含んでいることで、安全性が問題視されることがあるため、同成分配合では長期連用を避けた方が良い。また、アルミニウムは止瀉薬、マグネシウムは瀉下薬に用いることがあるので、同様の副作用を招くことがある。
- 炭酸水素ナトリウム
  - 胃酸との中和反応により食塩を生じるため、透析患者には禁忌、高血圧症には慎重投与となっている。

- 酸化マグネシウム
- 水酸化マグネシウム
- 合成ヒドロタルサイト
- リン酸水素カルシウム
- メタケイ酸アルミン酸マグネシウム
- ボレイ
  - 制酸だけでなく、粘膜保護作用も持っている。

健胃成分
唾液や胃酸の分泌を促し、弱った胃の働きを高める。主に生薬成分が使用され、芳わしい匂いを持つ芳香成分と苦みが強い苦味成分のものがある。味覚と嗅覚を刺激するために、オブラートで包んでは効果をまるで発揮しない。
苦味の強い成分
- オウバク
- オウレン
- センブリ
- ゲンチアナ
- ニガキ
- ガジュツ

芳香の強い成分
- ケイヒ
- ウイキョウ
- サンショウ
- メントール
- ハッカ油
- カンゾウ
- ニクズク
  - 鼻づまり改善薬（外用）としても用いられる。

- チンピ
- レモン油

他の成分
- 塩化カルニチン
- 乾燥酵母
- 肝臓水解物

消化成分
消化酵素を補う目的で以下の物が使われる。
- ジアスターゼ
- タカジアスターゼ
- ビオジアスターゼ
- リパーゼ
- プロザイム
- サナルミン
- アスペルギルス・オリゼーNK菌培養末
- 胆汁末
- ウルソデオキシコール酸など。

胃粘膜保護、修復成分
種類は色々あり、各商品ごとの特色となっていることが多い。また多くがスイッチOTCである。
- アズレンスルホン酸ナトリウム
- アルジオキサ
- スクラルファート
- テプレノン
- セトラキサート塩酸塩
- トロキシピド
- ゲファルナート
- 銅クロロフィリン酸カリウム
  - いわゆる「緑の成分」。薬の成分によって便が緑色に着色し、また便臭も減る。

- メチルメチオニンスルホニウムクロライド
  - 一般にMMSCと省略される。

- アカメガシワ
- マコンブ

抗炎症成分
- グリチルリチン酸二カリウム

消泡成分
体内に溜まったガスを放出する成分で、整腸薬に用いられることもある。
- ジメチルポリシロキサン（ジメチコン）

胃液分泌抑制成分
- ロートエキス
  - 生薬製剤の一つ。乗り物酔い防止薬と併用してはいけない。

- ピレンゼピン塩酸塩

H2ブロッカー
現在、H2ブロッカー製剤は第一類医薬品のみである。
- ファモチジン
- ラニチジン塩酸塩など。

主な漢方製剤
- 胃苓湯
- 半夏瀉心湯
- 安中散
- 五苓散
- 芍薬甘草湯

### 整腸薬
腸の働きを調えるもので、腸内細菌を整えるために生菌（善玉菌）を配合した物が多い。
- ビフィズス菌
- アシドフィルス菌
- 乳酸菌
- 乳酸菌培養末
- ラクトミン
- ケツメイシ
- ゲンノショウコ
- マレイン酸トリメブチン
- 酪酸菌
- 納豆菌
- 乾燥酵母

### 止瀉薬
止瀉とは腹下し（下痢）を止めること。以下の成分が知られる。また、食中毒、食あたりなどでは止瀉薬を用いると体内の毒素を排出できなくなるため、危険である。
- 次硝酸ビスマス
  - 抗炎症作用を持つが、連用は危険であるため市販されている種は少ない。
- タンニン酸アルブミン
  - 抗炎症作用も持つ成分で、牛乳のカゼインから抽出。牛乳アレルギー患者には厳禁である。
- 塩酸ロペラミド
  - 過食、過飲、寝冷えなどによる下痢に有効。強力なため、便秘を招くこともある。
- タンニン酸ベルベリン
- 塩化ベルベリン
- オウバク
  - 抗菌作用、抗炎症作用を持つ。
- クレオソート
  - 日本薬局方の木クレオソート（鉱物性は有害）のことで、局所麻酔作用も持つ。
- ロートエキス
- アクリノール
- シャクヤク
- ゲンノショウコ

吸着成分
- 沈降炭酸カルシウム
- 乳酸カルシウム
- ケイ酸アルミニウム

### 瀉下薬（一般に便秘薬）
瀉下とは腸の運動を活発させ、排便を促進することで、一般に便秘薬のこと。瀉下薬は女性の購入が多い商品だが、大腸運動性成分が含まれているものを妊婦に用いると早産、流産のおそれがあるので注意が必要である。
小腸を刺激する成分
- ヒマシ油

大腸を刺激する成分
- センナ
- センノシド
- ビサコジル
- ダイオウ
- ピコスルファートナトリウム
- アロエ
- ジュウヤク

無機塩類
- 酸化マグネシウム
- 水酸化マグネシウム
- 硫酸マグネシウム

膨潤性成分
- カルメロースナトリウム
- プランタゴ・オバタ種子
- プランタゴ・オバタ種皮末
- オウレン
- オウバク
- 寒天

内容物に水分を浸透させる成分
- ジオクチルソジウムスルホサクシネート

主な漢方製剤
- 防風通聖散

### 胃腸鎮痛鎮痙薬
胃腸の痛みや差し込み用の薬品。厳密には胃腸薬とは分類される。
- 臭化ブチルスコポラミン
- 塩酸ジサイクロミン
- ロートエキス
- 塩酸パパベリン
- オキセサゼイン

局所麻酔成分
- アミノ安息香酸エチル

### 浣腸・坐剤
肛門に注入する。
- グリセリン
- ビサコジル
- ソルビトール
- 炭酸水素ナトリウム
- クエン酸ナトリウム

### 駆虫薬
腸内に寄生した回虫、蟯虫の駆除に用いる。市販されている類は極めて少ない。
- サントニン
- カイニン酸
- パモ酸ピルビニウム
  - 市販唯一の蟯虫駆虫用成分。薬の成分によって便が赤く着色する。

## 血液に作用する薬

### 強心薬
一般用では専ら生薬成分を用いる。
- センソ
  - 微量で非常に強い威力を発揮するため、日量5mgを超えた場合は劇物扱いとなり、一般用医薬品として販売はできない。
- ジャコウ
  - 強心作用のほか、呼吸機能を高める作用がある。
- ロクジョウ
  - 強心薬のほか、滋養強壮保健薬に用いられることも多い。
- ゴオウ
  - 強心薬のほか、滋養強壮保健薬に用いられることも多い。
- リュウノウ
- シンジュ
- ジンコウ
- レイヨウカク
- ユビデカレノン
- アンモニア

### コレステロール改善薬
高コレステロール症状の改善に用いられる。
- 大豆油不鹸化物
- パンテチン
- ポリエンホスファチジルコリン
- ビタミンB2
- ビタミンE

### 貧血用薬
鉄分不足による貧血を補う薬品。内臓出血など病性のものは対象としていない。また、タンニン酸を含む飲料と併用すると、吸収が悪くなる。
- フマル酸第一鉄
- 溶性ピロリン酸第二鉄
- クエン酸鉄アンモニウム
- 硫酸銅
- 硫酸コバルト
- 硫酸マンガン
- コウカ
- ユビデカレノン
- ヘプロニカート
- ムチン

## 痔治療薬
痔疾の治療薬には外用するものと内服するものがあり、主に外用薬が用いられる。

### 外用薬（坐剤、注入軟膏、塗布薬など）
局所麻酔成分
これらの局所麻酔成分は即効性があるため、虫さされや水虫の治療薬などにも用いられることが多い。
- リドカイン
- ジブカイン塩酸塩
- アミノ安息香酸エチル

鎮痒（かゆみ止め）成分
熱感や冷感を用いて痒みを鎮めるものは、同時にスッとする気持ちよさを訴求している場合も多い。
- ジフェンヒドラミン塩酸塩
- クロタミトン
- カンフル
- ハッカ油
- メントール
- ペルー バルサム

抗炎症成分
ステロイドによるものとそうでないものもある。
ステロイドによるもの
- 酢酸ヒドロコルチゾン
- 酢酸プレドニゾロン
  - 比較的程度の弱いステロイド剤。詳細は外皮用薬で参照。

非ステロイドのもの
- グリチルレチン酸
- 塩化リゾチーム
- セイヨウトチノミ
- ペルー バルサム
- 酸化亜鉛
- ビスマスの化合物

組織修復成分
- アラントイン
- アルミニウムクロルヒドロキシアラントイネート
- 酸化亜鉛
- ビスマスの化合物

止血成分
アドレナリン作動成分
これらの止血成分は目薬で充血除去にも用いられる。
- 塩酸テトラヒドロゾリン
- 塩酸ナファゾリン

それ以外の成分
これらの止血成分は粘膜の保護、収斂（収斂作用）に用いられ、外皮用の薬にも用いられる。
- タンニン酸
- 酸化亜鉛
  - 酸化亜鉛は収斂成分として知られる。

- ビスマスの化合物
- 卵黄油

殺菌消毒成分
- 塩酸クロルヘキシジン
- 塩化ベンザルコニウム
- イソプロピルメチルフェノール
- シコン
- ペルー バルサム

### 痔疾治療用内服薬
主に生薬が用いられることが多い。
生薬成分
- ダイオウ
- カンゾウ
- ボタンピ
- トウキ
- セイヨウトチノミ
- カイカ

抗炎症成分
- 塩化リゾチーム

止血成分
- カルバゾクロム

主な漢方製剤
- 乙字湯

## 泌尿器用薬
残尿感や頻尿、尿漏れなどに用いられる薬のこと。主に生薬が用いられる。
生薬成分
- ウワウルシ
- ブクリョウ
- カゴソウ
- サンキライ
- ソウハクヒ

主な漢方製剤
- 八味地黄丸
- 猪苓湯
- 牛車腎気丸
- 竜胆瀉肝湯

## 婦人薬
更年期障害や月経などに伴う体調の不良を対象とした薬品。主に生薬を用いる。また、ビタミン類を配合していることも多い。
生薬成分
- サフラン
- コウブシ
- センキュウ
- トウキ
- ジオウ
- レマネジン855
  - ジオウより抽出された成分。

- シャクヤク
- ボタンピ
- カンゾウ
- カノコソウ
- サンソウニン

女性ホルモン成分
- エストラジオール
  - エストラジオールは男性毛髪用薬にも用いられることがある。

- エチニルエストラジオール

主な漢方製剤
- 当帰芍薬散

## アレルギー用薬
花粉症、ハウスダスト症候群などのアレルギー（主にアレルギー性鼻炎やアレルギー性結膜炎）症状に対する改善薬の総称。アトピーは対象ではなく、また喘息の場合も対象となる医薬品は極めて少ない。
抗ヒスタミン成分
抗ヒスタミン成分については、風邪薬の項で記述した通りであり、そのほかに以下の成分が用いられる。
- アゼラスチン塩酸塩
- エバスチン
- エピナスチン塩酸塩
- エメダスチンフマル酸塩
- ケトチフェンフマル酸塩
- ジフェニルピラリン塩酸塩
- トリプロリジン塩酸塩
- フェキソフェナジン塩酸塩
- ロラタジン

抗炎症成分
- グリチルリチン酸二カリウム
- グリチルリチン酸
- ブロメライン
- トラネキサム酸

血管収縮成分
- 塩酸プソイドエフェドリン《PSE》
  - かつて、塩酸フェニルプロパノールアミン《PPA》が用いられていたが、アメリカや日本国内での副作用報告により、メーカーが自粛するようになった（使用が禁止されたわけではない）。しかし、同成分には依存性が高いことが新たな問題となっており、下記のフェニレフェリン塩酸塩への代替を勧めているメーカーもある。

- フェニレフリン塩酸塩

鼻汁やくしゃみを抑える成分
- ベラドンナ総アルカロイド
- ヨウ化イソプロパミド

生薬成分
- ソヨウ
- ダツラ

主な漢方製剤
- 十味敗毒湯
- 葛根湯加川芎辛夷
  - 鼻づまりに適する。

### 鼻炎用点鼻薬
鼻粘膜の炎症や急性鼻炎を対象とする。
アドレナリン作動成分
- ナファゾリン塩酸塩
- テトラヒドロゾリン塩酸塩
- オキシメタゾリン塩酸塩
- フェニレフェリン塩酸塩

抗アレルギー成分
以下に挙げる成分は、いずれもスイッチOTCとして市販されたものである。非アレルギー性の鼻炎にはほとんど効能を持たない。
- クロモグリク酸ナトリウム
- フマル酸ケトチフェン（ケトチフェンフマル酸塩）

局所麻酔成分
- リドカイン

殺菌消毒成分
鼻粘膜を清潔にすることで、細菌による二次感染を防ぐ。外用薬のみ含まれる。
- 塩化ベンザルコニウム
- 塩化ベンゼトニウム

抗炎症成分
（グリチルリチン酸二カリウムなど）

## 点眼薬
目の疲れ、かすみ、乾燥、結膜炎、ものもらいなどを治療したり緩和したりする薬。液体を目に入れて用いる。
ピント調節成分
- ネオスチグミンメチル硫酸塩
  - 大半の市販点眼薬に配合されている。

目の充血、炎症を抑える成分
血管収縮により一時的に目の充血を緩和するもの。連用すると余計に悪化を招くおそれがあり、また存在自体が非難の対象にされることが多い。これらの成分が配合されていない市販点眼薬でも、結膜充血に効果のあるものもある。また、これらの成分が配合された市販点眼薬は、全て第二類医薬品となる。
- 塩酸ナファゾリン
- 塩酸フェニレフリン
- 塩酸テトラヒドロゾリンなど

抗炎症成分
- 塩化リゾチーム
- グリチルリチン酸二カリウム
  - 甘草を原料としているため、薬の成分によりのどに甘みを感じることがある。

- イプシロンアミノカプロン酸
  - イプシロンアミノカプロン酸は一般薬では、主に点眼薬に使用される。

- ベルベリン
  - 薬の成分によりのどに強い苦みを感じることがある。

- プラノプロフェン

組織修復成分
- アラントイン
- アズレンスルホン酸ナトリウム

収斂成分
- 硫酸亜鉛

ミネラル成分
主に涙液型目薬に配合されている。涙液型目薬とは主な効能・効果が「涙液の補助（目のかわき）」の点眼薬のことで、一般に涙に近い組成である。下記「目の乾きを改善する成分」を一緒に含むものもある。コンタクトレンズ用目薬の多くも涙液型の一種である。なお、コンタクトレンズ用とは、ソフトコンタクトレンズを装着したまま点眼できるという意味であり、裸眼にも使用できる。
- 塩化ナトリウム
- 塩化カリウム
- カリウム
- 塩化カルシウム

目の乾きを改善する成分
- コンドロイチン硫酸ナトリウム
- ヒアルロン酸ナトリウム
- ヒドロキシエチルセルロース
  - 一般にHECと省略される。

- ヒドロキシプロピルメチルセルロース
  - 一般にHPMCまたはヒプロメロースと省略される。

- ポリビニルアルコール
  - 医薬品では後述の理由によりPVAと省略されることはない。コンタクトレンズ装着薬にも用いられることがある。

- ポリビニルピロリドン
  - 一般にPVPまたはポビドンと省略されるが、医薬品においてはPVPと省略されることはほとんどない。

- ポロキサマー
- トロメタモール
- フラビンアデニンジヌクレオチド
  - 一般にFADと省略される。

抗ヒスタミン成分
- ジフェンヒドラミン塩酸塩
- クロルフェニラミンマレイン酸塩

抗アレルギー成分
- クロモグリク酸ナトリウム
- フマル酸ケトチフェン
- ペミロラストカリウム
- トラニラスト

その他
- ビタミンA
- ビタミンB2
- ビタミンB6
- ビタミンB12
- ビタミンE
- アスパラギン酸カリウム
- アミノエチルスルホン酸（タウリン）
- 炭酸水素ナトリウム
- パンテノール

## 外皮用薬
塗布剤（塗り薬）、貼付剤（貼り薬）、噴霧剤（スプレー）などの剤型がある。

### 殺菌消毒薬
ここでは、外皮に用いる殺菌消毒薬を指し、それ以外の消毒薬類は後述の項目を参照。
- アクリノール
  - 皮膚の刺激性が弱いが、衣服に付着すると黄ばんでしまうので注意。また、ヨードチンキと併用すると効果が落ちる。
- 塩化ベンザルコニウム
  - BKCと省略されることもある。10%製剤は必ず薄めて使用する。
- 塩化ベンゼトニウム
  - BTCと省略されることもある。
- オキシドール
- ヨウ素
- ポビドンヨード
  - 含嗽用のポビドンヨード製剤とは濃度が異なるため、使い方を誤ってはいけない。
- ヨードチンキ
  - 通称、ヨーチン。エタノールで溶解しているため、刺激性が強い。なお、一般用医薬品としては現在、希ヨードチンキのみが認められている。
- クロルヘキシジン
  - 主にグルコン酸塩が用いられる。CHXと省略されることもある。
- マーキュロクロム
  - 赤チンとして知られている成分で、有機水銀（人体に有害なメチル水銀とは性質が異なるため、中毒の心配はない）を原料とする。ただし、目の周りは避けた方が良い。また、ヨードチンキと併用すると効果が落ちる。
- チモール
- フェノール
  - イソプロピルメチルフェノール（一般にIPMPと省略される）が主に用いられる。
- レゾルシン
  - 角質軟化作用も持つため、にきび治療薬に用いることもある。
- エタノール
- イソプロパノール

### 外皮用薬（一般に塗り薬、貼り薬と呼ばれているもの）
痒み、腫れ、痛みなどに効く成分
副腎皮質ホルモンの抗炎症作用を利用したもの。通称ステロイド剤。優れた抗炎症、鎮痒作用を持つため、虫さされ、湿疹、かゆみの薬などに用いられる。ステロイド剤は何かと批判の対象になることが多いが、市販品のものはレベルが比較的弱いものや体内で不活化するアンテドラッグが多いので、一日の使用量を守り、長期連用を避ければ問題になることは少ない。
- デキサメタゾン
- 吉草酸プレドニゾロン
- 酢酸プレドニゾロン
- プレドニゾロン吉草酸エステル酢酸エステル
  - 一般にPVAと省略される。

- フルオシノロンアセトニド
- ヒドロコルチゾン
- 酢酸ヒドロコルチゾン

非ステロイドの抗炎症成分
非ステロイドの塗布剤で、一部商品に配合されている。しかし、これらにも光線過敏症、接触性皮膚炎など顕著な副作用が発生するおそれがあるので非ステロイド＝安全と考えるのは短絡的である。また、イブプロフェンピコノールは抗炎症作用を持たないが、便宜上抗炎症成分に含まれ、主としてにきび治療に用いられる。
- ブフェキサマク
  - 非ステロイド成分の代表。アトピー治療に用いられることがあるが、一般用医薬品としてアトピー治療の適用はない。また、接触性皮膚炎（かぶれ）を起こすことが多いので、日焼け、火傷治療などには適さない。

- ウフェナマート
- イブプロフェンピコノール
  - イブプロフェンの誘導体。抗炎症作用を持たないが、にきび治療に効果を発揮する作用がある。

筋肉痛などの鎮痛成分
これらが含まれている成分は鎮痛消炎剤として知られ、貼り薬（パップ剤など）、ローションなどの剤型がある。
- インドメタシン
  - 市販では最も優れた鎮痛、消炎作用を持つ一方で、様々な副作用がある。また、水分に弱いので、皮膚が汗をかきやすい場合、効果を発揮しにくい。

- フェルビナク
  - 鎮痛、消炎効果が高いが、肩こりなどの血行促進作用は持たない。

- ケトプロフェン
  - 光線過敏症の副作用があるため、市販ではほとんど利用されていない。

- ロキソプロフェン
- ピロキシカム
- ジクロフェナク
- サリチル酸
- サリチル酸メチル
- サリチル酸グリコール

その他の鎮痛成分
- グリチルリチン酸

局所麻酔成分
主にかゆみ止めや虫さされ、湿疹、乾燥肌治療の薬に用いられる。
- 塩酸ジブカイン
- リドカイン
- テシットデシチン
- 安息香酸エチル

抗ヒスタミン成分
- ジフェンヒドラミン
- ジフェンヒドラミン塩酸塩
- イソチペンジル塩酸塩
- クロルフェニラミンマレイン酸塩

局所刺激成分
熱感や冷感を伴って、局所的に鎮痛、鎮痒を促す。刺激性が強いため、目の周りは避ける。
冷感を伴う成分
- メントール
- カンフル
- ハッカ油
- アンモニア
- ユーカリ油（Eucalyptus oil）

熱感、灼熱感を伴う成分
- カプサイシン
- ノニル酸ワニリルアミド
- トウガラシ
- クロタミトン
  - 熱感を持つが、上記の他成分に比べ刺激は弱い。

収斂、皮膚保護成分
皮膚の消炎、止血作用があり、日焼け治療薬などに用いられることが多い。
- 酸化亜鉛
- ピロキシリン

組織修復成分
- アラントイン

血管収縮成分
- 塩酸ナファゾリン

血行促進成分
- アルニカチンキ
- トコフェロール
- ニコチン酸ベンジルエステル
- ヘパリン類似成分
- ポリエチレンスルホン酸ナトリウム

主な漢方製剤
- 紫雲膏
- 中黄膏

角質軟化成分
鶏眼（魚の目）や胼胝、いぼ、にきびの治療に用いる。
- サリチル酸
- イオウ
- 乳酸
- 尿素
- 水酸化カリウム

保湿成分
- 尿素
- グリセリン
- オリブ油
- 白色ワセリン
- 黄色ワセリン

抗菌成分
ただれやとびひなどの治療に用いられる。程度が甚だしい場合は市販薬では補えない。
- スルファシアジン
- ホモスルファミン
- バシトラシン
- フラジオマイシン硫酸塩
- クロラムフェニコール
- コリスチン
- テトラサイクリン
- ポリミキシン
- クロルヘキシジン
- フェノール

抗真菌作用成分
主に水虫、いんきんたむしの治療に用いられる。
イミダゾール系
- 硝酸エコナゾール
- 硝酸オキシコナゾール
- 硝酸スルコナゾール
- 硝酸ミコナゾール
- クロトリマゾール
- ビホナゾール
- ラノコナゾール

その他
- ウンデシレン酸
- 塩酸アモロルフィン
- 塩酸テルビナフィン
- 塩酸ブテナフィン
- シクロピロクスオラミン
- トルナフタート
- ナイスタチン
- ピロールニトリン
- モクキンピ

#### 毛髪用薬
発毛剤や発毛促進剤など。
- ミノキシジル
  - 市販唯一の発毛促進成分。第一類医薬品に属する。
- 塩化カルプロニウム
- 安息香酸エストラジオール
- カシュウ
- ヒノキチオール

### 精力増強剤
外皮用のほか、飲用する場合もある。全ての成分が第一類医薬品に属する。
- テストステロン
- ヨヒンビン
- ストリキニーネ

## 歯や口中に用いる薬

### 歯痛、歯槽膿漏用薬
薬用歯磨などを含め、主に歯槽膿漏、歯肉炎などの改善に用いる。

#### 外用薬（主に歯磨きタイプ）
局所麻酔成分
- 麻酔成分
  - アミノ安息香酸エチル
  - 塩酸ジブカイン
  - テーカイン

- 皮膚刺激成分
  - メントール
  - カンフル
  - ハッカ油
  - ユーカリ油

殺菌消毒成分
- フェノール
- クレオソート
- オイゲノール
- 塩化セチルピリジニウム
- グルコン酸ヘキシジン
- チモール
- ヒノキチオール

抗炎症成分
- グリチルリチン酸二カリウム
- グリチルレチン酸
- サンシシ

止血成分
- カルバゾクロム
- トラネキサム酸

組織修復成分
- アラントイン

収斂成分
- 塩化ナトリウム

生薬成分
- カミツレ
- ラタニア
- ミルラ

#### 歯槽膿漏用内服薬
抗炎症成分
- 塩化リゾチーム

止血成分
- フィトナジオン
- カルバゾクロム

組織修復成分
- 銅クロロフィリン酸ナトリウム
  - 口臭の除去、二日酔いにも効果がある。薬の成分により便が緑色に着色すること、また便臭が低下することがある。

ビタミン成分
- ビタミンC
- ビタミンE

### 口内炎治療薬
口内炎、舌炎、口角炎などの緩和に用いる。
抗炎症成分
- トリアムシノロンアセトニド
- グリチルリチン酸二カリウム
- グリチルレチン酸
- アズレンスルホン酸ナトリウム
- アラントイン

殺菌消毒成分
- 塩化セチルピリジニウム
- 塩酸クロルヘキシジン
- アクリノール
- ポビドンヨード
- ヨウ素

生薬成分
- シコン
- ハチミツ

その他
- グリセリン
- パンテノール

## 禁煙補助剤
タバコに含まれるニコチンをタバコ以外から摂取することで、徐々に禁煙を促すもの。それまでは咀嚼タイプのみであったが、2008年6月からは経皮吸収タイプのパッチ剤が販売された。
- ニコチン

## 滋養強壮保健薬
俗に滋養強壮薬と呼ばれ、一般にドリンク形式のものはドリンク剤、ビタミンやミネラルが入った保健薬はビタミン剤と呼んでいる。
ビタミン系
脂溶性ビタミン
- ビタミンA《レチノール》
  - 「目のビタミン」とも言われ、眼の乾燥症や夜盲症の緩和に適する。

- ビタミンD《カルシフェロール》
  - 骨の発育を助けるが、過剰摂取は高カルシウム血症を起こすおそれがある。

- ビタミンE《トコフェロール》

水溶性ビタミン
- ビタミンB1《チアミン》
  - 硝酸塩は食品添加物でもあるため、飲み物として売られている栄養ドリンクにも配合されていることがある。

- ビタミンB2《フラビン》
  - 薬の成分により尿が黄色に着色することがある。

- ビタミンB5《パントテン酸》
- ビタミンB6《ピリドキシン》
- ビタミンB12《コバラミン》
- ビタミンC《アスコルビン酸》

その他のビタミン
- ヘスペリジン
- ニコチン酸アミド
- ビオチン
- 葉酸
- パンテノール
- ジクロロ酢酸イソプロピルアミン
  - パンガミン酸の類似物質であり、かつてビタミンB15とされていた物質。肝機能改善剤（商標名リバオール）とされているが、睡眠不足を補う効果もある。

カルシウム成分
- クエン酸カルシウム
- 乳酸カルシウム
- 沈降炭酸カルシウム

アミノ酸成分
- システイン
- アミノエチルスルホン酸《タウリン》
- アスパラギン酸
- アルギニン
- バリン
- ロイシン
- イソロイシン
- リジン
- グリシン

その他
- コンドロイチン硫酸
- グルクロノラクトン
- ガンマオリザノール
  - ビタミン様物質であり、（体の）元気のないときに効果を発揮する。

- アデノシン三リン酸二ナトリウム水和物
  - ATPと省略されることもある。

- ヘプロニカート
- クエン酸鉄アンモニウム
- イノシトール
- カルニチン
- カフェイン

生薬成分
- ニンジン
- ローヤルゼリー
- ガラナ
- ジオウ
- レマネジン855
- トウキ
- センキュウ
- ゴオウ
- ロクジョウ
- ハンピ
  - マムシと表記されることもある。

- ヨクイニン
- シベット
- シコガ
- ゴミシ
- カシュウ
- クコシ
- ハゲキテン
- リュウガンニク
- カンゾウ
- インヨウカク
  - イカリソウともいう。

- トチュウ
- ムイラプアマ
- エゾウコギ
  - エレウテロコックとも表記される。

- ジョテイシ
- 肝臓水解物
- オキソアミヂン

主な漢方製剤
- 補中益気湯
- 十全大補湯

## その他の漢方薬
- 防已黄耆湯

## その他の医薬品

### 公衆衛生薬

#### 消毒薬
人体に使えるもの
- クレゾール石鹸液
  - 必ず薄めて使用するよう指導されている。

- エタノール
  - 局方のエタノールおよび無水エタノールは必ず水で薄めて使用するよう指導されている。創傷面に対しては、第三類医薬品の局方消毒用エタノール（イソプロパノールを含有しない76～84%製剤）のみに適用がある。いずれの製剤も局所刺激作用があるため、ガーゼ・脱脂綿を液に浸しての創や皮膚への貼付は禁忌となっている。

- イソプロパノール
  - 損傷皮膚や粘膜への使用や、内服は禁忌である。

- クロルヘキシジン
- 塩化ベンザルコニウム
  - 10%製剤は必ず薄めて使用するよう指導されている。

- 次亜塩素酸ナトリウム
  - 一般用医薬品では、人体への使用は手指・皮膚の消毒の目的でのみ許可されており、かつ、ミルトン【第2類医薬品】にのみ適用がある。

- ポビドンヨード
  - ソフトコンタクトレンズの消毒の目的では、中和剤としてチオ硫酸ナトリウムまたはビタミンCとの組み合わせで用いられる。

- 過酸化水素
  - ソフトコンタクトレンズの消毒の目的では、中和剤としてカタラーゼまたは白金との組み合わせで用いられる。

人体に使えないもの
- 次亜塩素酸カルシウム
- ジクロルイソシアヌル酸ナトリウム
- トリクロルイソシアヌル酸ナトリウム
- ホルマリン
- 硫酸オキシキノリン
  - 電話消毒薬としてのみ許可されている。

- 塩酸ポリヘキサニド
  - ソフトコンタクトレンズの消毒の目的でのみ許可されている。本剤を有効成分とするソフトコンタクトレンズ消毒剤は、全て消毒前に同剤にてこすり洗いが必要である。

#### 殺虫剤・忌避剤
有機リン系
- ジクロルボス
  - 樹脂蒸散剤は人が長時間留まらない場所でのみ使用が許可されている。

- フェニトロチオン
- ダイアジノン
- フェンチオン
- ピリダフェンチオン
- クロルピリホスメチル

ピレスロイド系
- ペルメトリン
- フェノトリン
  - 殺虫剤成分で唯一、人体に用いることができ、しらみ駆除薬に用いられる。

- シフェノトリン
- フタルスリン

カーバメイト系
- プロポクスル

オキサジアゾール系
- メトキサジアゾン

有機塩素系
有機塩素系は毒性が強い（DDTなどが知られる）ため、市販薬に用いられるのは以下の成分のみで用途も限られている。
- オルトジクロロベンゼン
  - ウジ、ボウフラ防除の目的でのみ許可されている。

- 昆虫成長阻害成分
  - メトプレン
  - ピリプロキシフェン
  - 殺虫補助成分
  - チオシアノ酢酸イソボルニル

- 殺ダニ剤
  - 安息香酸ベンジル

- 忌避剤
  - ディート
    - 10%以下の製剤は防除用医薬部外品扱いである。ツツガムシの忌避は第二類医薬品扱いの12%製剤及び30%製剤にのみ適用がある。

### 一般用検査薬
尿糖検査薬、尿蛋白検査薬、妊娠判定薬などがあり、これらを体外診断用医薬品と呼ぶ。